# Lacurbs
Lacurbs – rodzaj kosarzy z podrzędu Laniatores i rodziny Biantidae. Gatunkiem typowym jest Lacurbs spinosa.

## Występowanie
Wykazane dotąd z Wybrzeża Kości Słoniowej i Kamerunu.

## Systematyka
Opisano dotychczas 2 gatunki z tego rodzaju:
- Lacurbs nigrimana Roewer, 1912
- Lacurbs spinosa Sørensen, 1896